# Sąd Okręgowy w Częstochowie

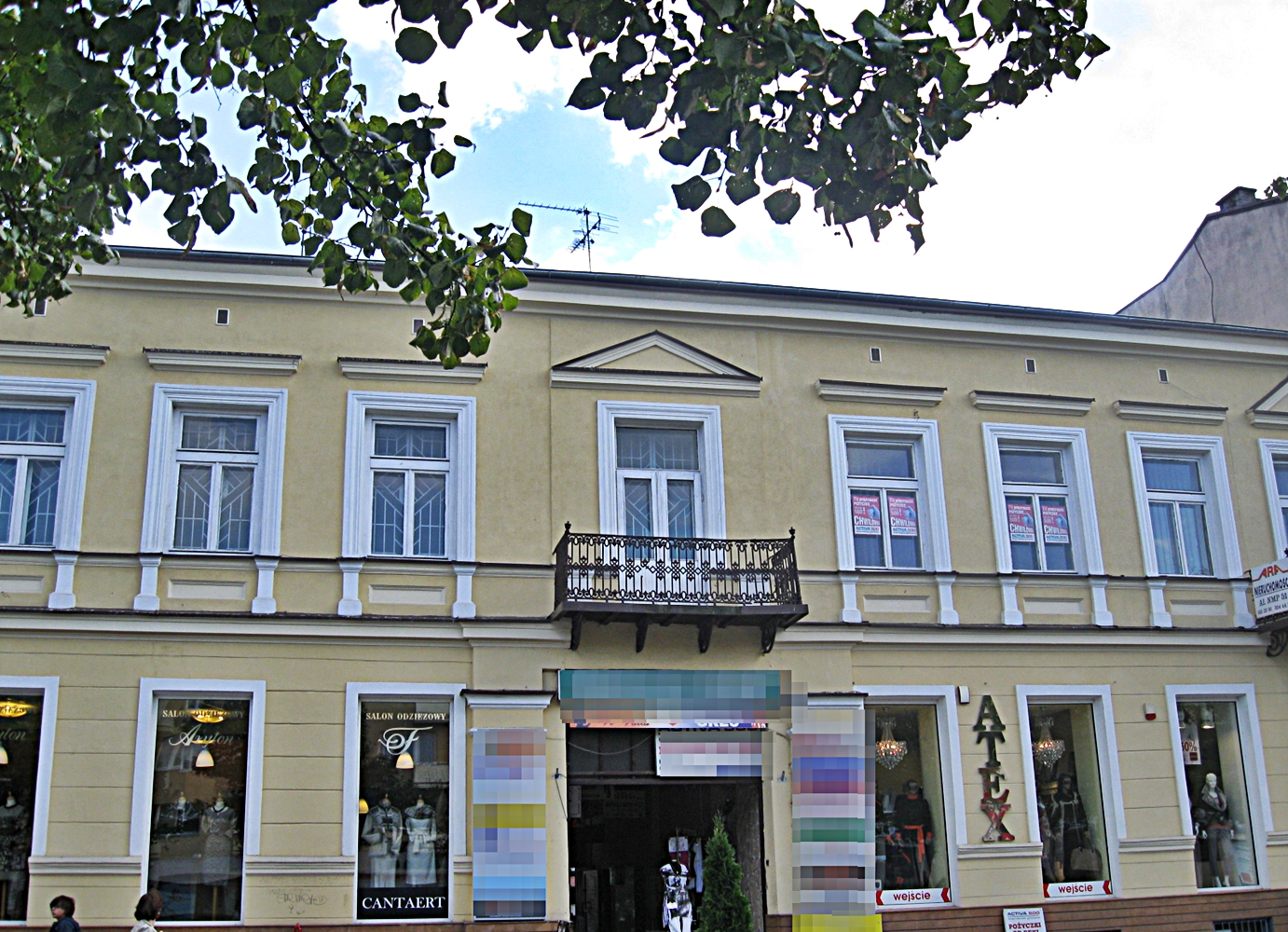
Siedziba Sądu Grodzkiego w Częstochowie i Wydziału Zamiejscowego Sądu Okręgowego w Piotrkowie w okresie międzywojennym

Sąd Okręgowy w Częstochowie – organ wymiaru sprawiedliwości z siedzibą przy ul. Dąbrowskiego 23/25 w Częstochowie.

## Status prawny
Sąd okręgowy jest państwową jednostką organizacyjną nieposiadającą osobowości prawnej. W polskim wymiarze sprawiedliwości jest zasadą, że w pierwszej instancji orzeka sąd rejonowy, natomiast sąd okręgowy orzeka jako sąd pierwszej instancji tylko w sprawach o zbrodnie i niektóre występki. Na wniosek sądu rejonowego sąd apelacyjny może przekazać sądowi okręgowemu do rozpoznania w I instancji sprawę o każde przestępstwo ze względu na szczególną wagę lub zawiłość tej sprawy.
Sąd Okręgowy w Częstochowie stanowi element władzy sądowniczej sprawującej wymiar sprawiedliwości na podstawie Konstytucji RP. Sposób organizacji Sądu reguluje ustawa o ustroju sądów powszechnych, a także akty wykonawcze.

## Okręg Częstochowski
Okręg Częstochowski leży w apelacji katowickiej. Sądowi Okręgowemu w Częstochowie podlegają 3 sądy rejonowe:
- Sąd Rejonowy w Częstochowie – (miasto Częstochowa, wszystkie gminy powiatu częstochowskiego oprócz gmin Dąbrowa Zielona, Koniecpol, Lelów i Przyrów oraz wszystkie gminy powiatu kłobuckiego[6])
- Sąd Rejonowy w Lublińcu – (wszystkie gminy powiatu lublinieckiego[6])
- Sąd Rejonowy w Myszkowie – (wszystkie gminy powiatu myszkowskiego, gminy Dąbrowa Zielona, Koniecpol, Lelów i Przyrów z powiatu częstochowskiego oraz gminy Irządze, Kroczyce, Szczekociny i Włodowice z powiatu zawierciańskiego[6])

## Struktury organizacyjne
Sądy okręgowe funkcjonują w strukturach sądów powszechnych, które rozstrzygają wszelkie sprawy z zakresu prawa karnego, cywilnego, rodzinnego i opiekuńczego oraz prawa pracy i ubezpieczeń społecznych, które nie są zastrzeżone dla innych sądów.
W Sądzie Okręgowym w Częstochowie utworzone zostały następujące wydziały:
- Wydział I Cywilny – do zakresu działania należy rozpoznawanie w I instancji spraw cywilnych i rodzinnych. W ramach wydziału działa Sekcja do Rozpoznawania Spraw o Rozwód i Separację oraz Spraw o Ubezwłasnowolnienie
- Wydział II Karny – wydział do spraw z zakresu prawa karnego w pierwszej instancji oraz rozpoznawania spraw z ustawy z dnia 23 lutego 1991 r. o uznanie na nieważne orzeczeń wydanych wobec osób represjonowanych za działalność na rzecz niepodległości bytu Państwa Polskiego.
- Wydział III Penitencjarny i Nadzoru nad wykonaniem orzeczeń karnych – do spraw penitencjarnych i nadzoru nad sądowym postępowaniem wykonawczym w sprawach z zakresu prawa karnego.
- Wydział IV Pracy i Ubezpieczeń Społecznych – do zakresu działania należy rozpoznawanie spraw z zakresu prawa pracy rozpoznawanych w I i II instancji oraz rozpoznawanie spraw z zakresu ubezpieczeń społecznych. Postępowanie w sprawach z zakresu ubezpieczeń społecznych i w sprawach odwołań rozpoznawanych przez sąd pracy i ubezpieczeń społecznych jest w zasadzie bezpłatne (art. 36 ustawy z dnia 28 lipca 2005 r. o kosztach sądowych w sprawach cywilnych).
Wyjątek stanowi sytuacja, gdy w procesie ZUS reprezentowany jest przez radcę prawnego. Zakład może wówczas wystąpić o zwrot kosztów zastępstwa procesowego. Strona przegrywająca proces, ponosi koszty.
- Wydział V Gospodarczy – do zakresu działania należy rozpoznawanie w I i II instancji spraw gospodarczych.
- Wydział VI Cywilny Odwoławczy – do zakresu działania należy rozpoznawanie w II instancji spraw cywilnych oraz spraw z zakresu prawa rodzinnego i opiekuńczego, postępowania w stosunku do osób uzależnionych od alkoholu oraz postępowania w sprawach nieletnich.
- Wydział VII Karny Odwoławczy – do zakresu działania należy rozpoznawanie w II instancji spraw z zakresu prawa karnego, spraw o wykroczenia i spraw przeciwko nieletnim o popełnienie czynu karalnego, jeżeli wobec nieletniego zastosowano środek poprawczy lub gdy środek odwoławczy zawiera wniosek o orzeczenie środka poprawczego.

## Historia Sądu
Sąd Okręgowy w Częstochowie został utworzony na podstawie przepisów tymczasowych o urządzeniu sądownictwa w Królestwie Polskim z dnia 19 sierpnia 1917 roku. Sąd ten dzielił się na trzy Wydziały: Cywilny, Karny oraz Rejestr Handlowy. Językiem urzędowym był język polski. Po odzyskaniu niepodległości przez Polskę instytucje wymiaru sprawiedliwości zachowały dotychczasowe siedziby i zakres terytorialny. Sąd Okręgowy w Częstochowie został zlikwidowany z dniem 1 kwietnia 1922 roku.
Rozporządzeniem Ministra Sprawiedliwości z dnia 24 grudnia 1928 został powołany do życia Wydział Zamiejscowy w Częstochowie Sądu Okręgowego w Piotrkowie. Obejmował swym zasięgiem terytorialnym okręgi sądów grodzkich w Częstochowie, Janowie, Kłobucku i Krzepicach. Wydział Zamiejscowy dzielił się na 3 Wydziały: Cywilny, Karny i Rejestr Handlowy. Instancją odwoławczą był Sąd Apelacyjny w Warszawie. W 1936 Wydział przeniósł się z lokalu przy III Alei 51 do budynku na rogu ul. Dąbrowskiego i Racławickiej. Wydział Zamiejscowy w Częstochowie Sądu Okręgowego w Piotrkowie zakończył swą działalność z chwilą wybuchu II wojny światowej. 25 listopada 1939 roku Niemcy wznowili funkcjonowanie Sądu Okręgowego w Częstochowie.
Z dniem 1 maja 1946 roku utworzono Sąd Okręgowy w Częstochowie. Na terenie okręgu znajdowały się sądy grodzkie w Wieluniu, Wieruszowie, Brzeźnicy, Częstochowie, Kłobucku, Krzepicach, Pławnie, Radomsku, Koziegłowach, Zawierciu i Żarkach. Z dniem 1 stycznia 1951 r. zniesiono dotychczasową strukturę sądową i w jej miejsce utworzono Sąd Powiatowy w Częstochowie, dla miasta Częstochowy i powiatu częstochowskiego. Podlegał on Sądowi Wojewódzkiemu w Katowicach. 1 czerwca 1975 r. utworzono Sąd Wojewódzki w Częstochowie.
Sąd Okręgowy w Częstochowie przy ul. Dąbrowskiego został utworzony 1 stycznia 1999. Został przekształcony z działającego w tym miejscu Sądu Wojewódzkiego w Częstochowie. Pierwotnie obejmował swą właściwością miejscową Sądy Rejonowe w Częstochowie, Lublińcu, Myszkowie i Oleśnie. Od 2001 r. w okręgu częstochowskim funkcjonowały sądy rejonowe w Częstochowie, Myszkowie i Zawierciu, a z dniem 1 stycznia 2004 r. obszar właściwości miejscowej Sądu Okręgowego w Częstochowie został rozszerzony o Sąd Rejonowy w Lublińcu. W 2011 r. uroczyście otwarto nową siedzibę sądu (przylegającą do dawnego budynku). Z dniem 1 kwietnia 2022 r. utworzono Sąd Okręgowy w Sosnowcu, który przejął pod swoją jurysdykcję rejon Zawiercia i powiatu zawierciańskiego.
Prezesi Sądu:
1917–1922 – Mieczysław Kokowski
1998–2003 – Maciej Pacuda
2003–2009 – Hanna Morejska
2009–2015 – Robert Grygiel
2015–2018 – Adam Synakiewicz
2018– nadal – Rafał Olszewski